# Osztroh

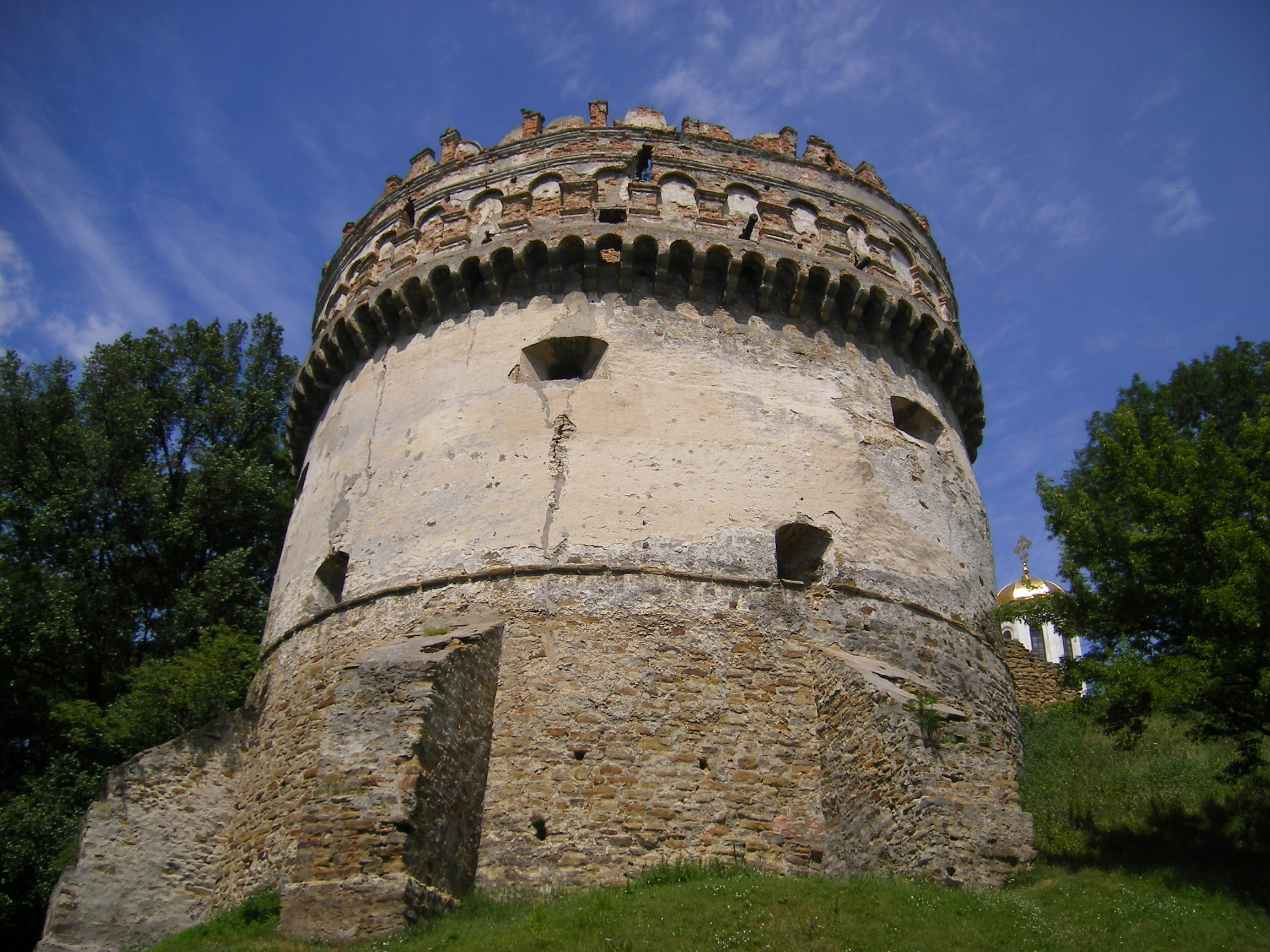
A Kerek-bástya

Osztroh (Острог, oroszul Osztrog) város Ukrajnában, a Rivnei terület Osztrohi járásának székhelye. A 2001-es népszámláláskor 14,8 ezer lakosa volt. Rivnétől 35 km-re délkeletre, a Horiny partján, a Hmelnickiji terület határán  fekszik. Vasútállomása 14 km-re északkeletre fekszik (a Zdolbunyiv-Sepetyivka vonalon).
Ipar: bútorgyártás, élelmiszeripar (tejfeldolgozás, sörgyártás), dréncsövek gyártása. Honismereti múzeum. Az 1576-1639 között működő Osztrohi Akadémia 1994-ben történt újraalapításával egyetemi várossá vált.

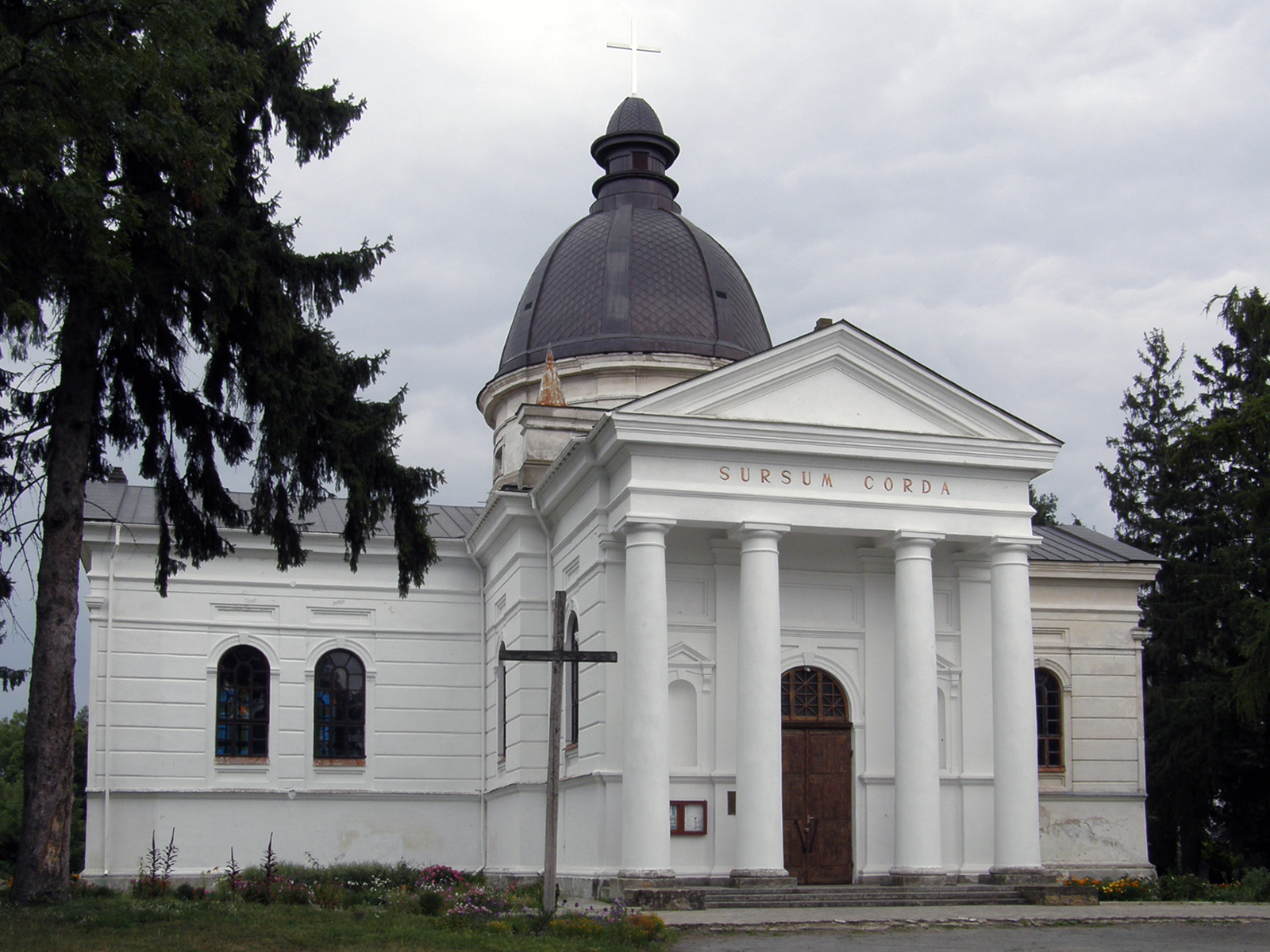
A katolikus templom

## Történelem
Első írásos említése 1100-ből származik (Ipatyijev-krónika), ekkoriban a volhíniai fejedelmség fontos erődje volt. A 14. században az Ostrogski hercegek központja volt, ekkoriban forgalmas kereskedelmi és kézműves központtá vált. A család a 17. században kihalt, ezután a Lubomirski hercegek birtoka lett. 1581-ben itt nyomtatták az Osztrogi Bibliát, az egyik első teljes keleti szláv nyelvű bibliát (ma Oxford egyetemi könyvtárában őrzik). A nyomda alapítása Ivan Fjodorov nevéhez fűződik. 1636-ban a település lakói felkeltek a jezsuiták elnyomása ellen, de a felkelést leverték. A Bohdan Hmelnickij-féle felkelés idején Osztroh rövid időre újra a felkelők kezére került. 1793-tól Oroszországhoz, 1920-1939 között Lengyelországhoz tartozott (a Szovjetunió akkori határán feküdt). 1795-ben kapott városi jogokat. Jelentős zsidó lakossága volt a német megszállásig, mely 1941. július 3. – 1944. január 13. között tartott. 1974-ben 10,9 ezer lakosa volt. 1995-ben járási jogú várossá nyilvánították. 

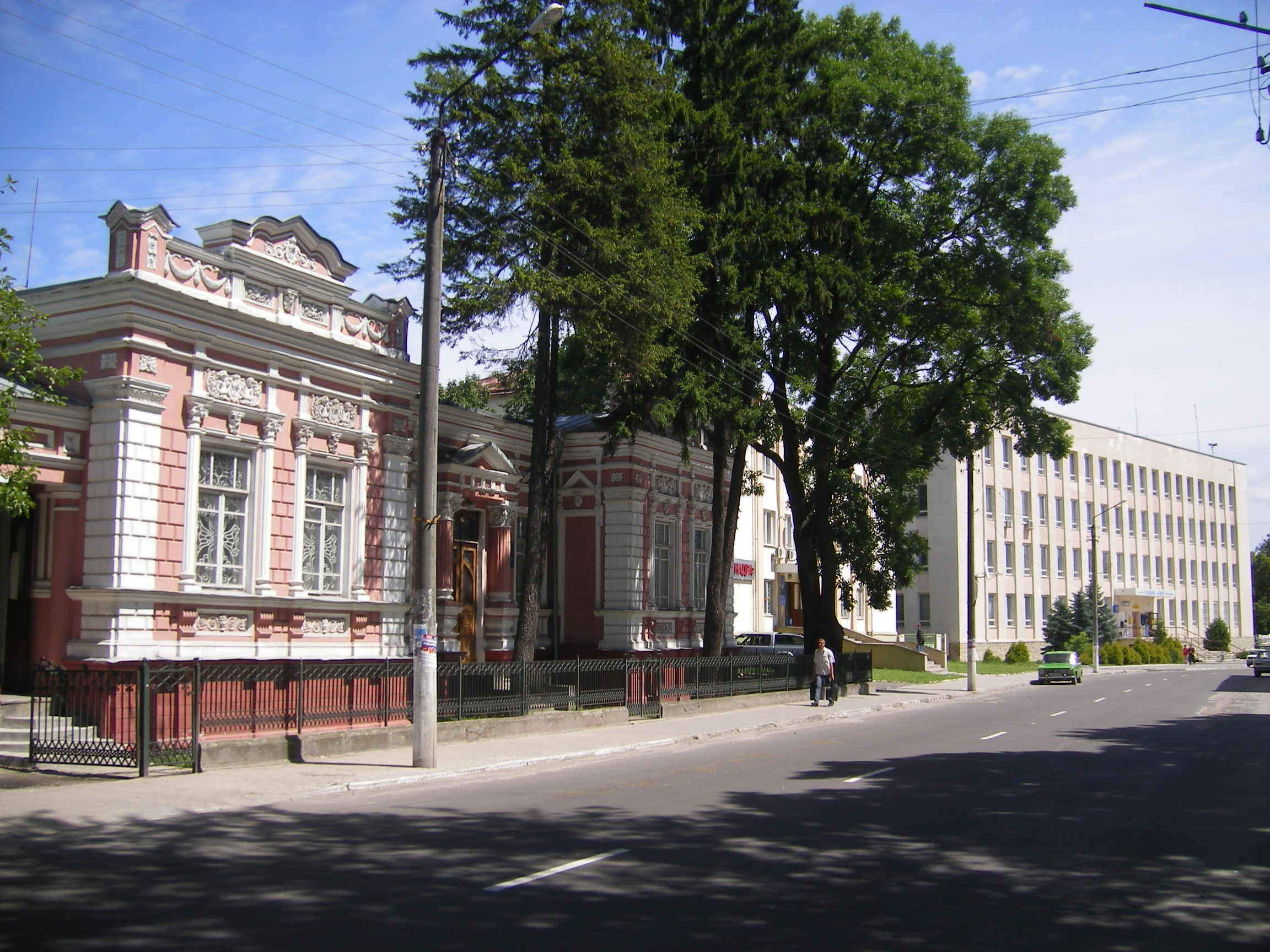
Osztrohi utcakép

## Nevezetességek
A város legismertebb nevezetessége a régi vár a Vörös-hegyen (vagy Várhegyen) és a mellette épült Bogojavlenszkij ortodox templom, mely a 15. században épült és magán viseli egykori védelmi funkciójának jegyeit. A vár leglátványosabb része a szintén 15. századi Új- vagy Kerek-bástya (Kruglaja basnya). A katolikus Uszpenszkij-templom a 16. században épült, ma is működik (a helyi katolikusok főként a lengyelek közül kerülnek ki). A vártól északkeletre két különálló bástya (a Tatár- és a Lucki-bástyák a 16. századból, utóbbiban a könyvnyomtatás múzeuma működik) is fennmaradt. A közeli Mezsiricsi (Miedzyrzecz) faluban található a 15. századi Szentháromság-monostor.

## Külső hivatkozások
- Osztroh nevezetességei (ukránul)